# Nový Život
Nový Život és un poble i municipi d'Eslovàquia que es troba a la regió de Trnava, a l'oest del país.

## Història
La primera menció escrita de la vila es remunta al 1238.

## Demografia
| Godina             | 1994 | 2004   | 2014   | 2024   |
| ------------------ | ---- | ------ | ------ | ------ |
| Nombre de persones | 1953 | 2141   | 2237   | 2302   |
| Diferència         |      | +9,62% | +4,48% | +2,90% |

| Godina             | 2023 | 2024   |
| ------------------ | ---- | ------ |
| Nombre de persones | 2295 | 2302   |
| Diferència         |      | +0,30% |